# Raionul Vesele, Zaporijjea
Vesele (în ucraineană Веселівський район, transliterat: Veselivskîi raion) este un raion în regiunea Zaporijjea, Ucraina. Reședința sa este așezarea de tip urban Vesele.

## Demografie
Componența lingvistică a raionului Vesele
     Ucraineană (70,52%)
     Rusă (28,15%)
     Alte limbi (0,31%)
Conform recensământului din 2001, majoritatea populației raionului Vesele era vorbitoare de ucraineană (70,52%), existând în minoritate și vorbitori de rusă (28,15%).